# Muscoy
Muscoy és una concentració de població designada pel cens dels Estats Units a l'estat de Califòrnia. Segons el cens del 2000 tenia 8.919 habitants.

## Demografia
Segons el cens del 2000, Muscoy tenia 8.919 habitants, 2.029 habitatges, i 1.724 famílies. La densitat de població era de 1.179,3 habitants/km².
Dels 2.029 habitatges en un 54,5% hi vivien nens de menys de 18 anys, en un 54% hi vivien parelles casades, en un 21,2% dones solteres, i en un 15% no eren unitats familiars. En l'11,7% dels habitatges hi vivien persones soles el 4,2% de les quals corresponia a persones de 65 anys o més que vivien soles. El nombre mitjà de persones vivint en cada habitatge era de 4,28 i el nombre mitjà de persones que vivien en cada família era de 4,47.
Per edats la població es repartia de la següent manera: un 39,9% tenia menys de 18 anys, un 12,2% entre 18 i 24, un 27,2% entre 25 i 44, un 14,8% de 45 a 60 i un 5,8% 65 anys o més.
L'edat mediana era de 23 anys. Per cada 100 dones de 18 o més anys hi havia 99 homes.
La renda mediana per habitatge era de 25.635 $ i la renda mediana per família de 24.871 $. Els homes tenien una renda mediana de 25.474 $ mentre que les dones 20.462 $. La renda per capita de la població era de 8.130 $. Entorn del 36,9% de les famílies i el 36,5% de la població estaven per davall del llindar de pobresa.

## Poblacions properes
El següent diagrama mostra les poblacions més properes.